# Großer Burgberg
Der Große Burgberg ist ein etwa 483 m ü. NHN hoher Berg am Nordhang des Harzes bei der Kernstadt von Bad Harzburg im niedersächsischen Landkreis Goslar.

## Geographie

### Lage
Der Große Burgberg liegt am nördlichen Rand des Nationalparks Harz. Er erhebt sich östlich über das Tal der Radau und südlich des Krodotals in Bad Harzburg. Nördlich vorgelagert ist der Kleine Burgberg (436,5 m ü. NN), auf dem sich die Ruine der Kleinen Harzburg befindet. Ostsüdöstlich liegt der Sachsenberg (ca. 546 m), auf dem Spuren einer Wallanlage vorhanden sind, und südlich, jenseits des Kalten Tales, der Ettersberg (500,1 m).
Auf dem bewaldeten Großen Burgberg liegen Teile des Landschaftsschutzgebiets Harz (Landkreis Goslar) (CDDA-Nr. 321402; 2001 ausgewiesen; 38,975 km²).

### Naturräumliche Zuordnung
Der Große Burgberg gehört in der naturräumlichen Haupteinheitengruppe Harz (Nr. 38), in der Haupteinheit Oberharz (380) und in der Untereinheit Nördliches und Östliches Brockenvorland (380.6) zum Naturraum Nördliches Brockenvorland (380.60). Die Landschaft fällt nach Südwesten bis Westen in den Naturraum Radautal (380.5) ab, und nach Nordosten leitet sie zum etwas vom Berg entfernten Naturraum Ilsenburger Harzrand (380.70) über, der Teil der Untereinheit Ilsenburg-Wernigeroder Harzrand (380.70) ist. Nach Norden fällt die Landschaft in den Naturraum Harzburg-Goslarer Vorberge (5101.40) ab, der in der Haupteinheitengruppe Nördliches Harzvorland (51) und in der Haupteinheit Harzburger Harzvorland (5101) zur Untereinheit Vorberge des nördlichen Oberharzes (5101.4) zählt.

## Bauwerke
Auf dem Plateau des Großen Burgbergs befinden sich die Ruine der 1065 bis 1068 erbauten Harzburg (auch Große Harzburg genannt), die Canossasäule (482,8 m ü. NN), die dort 1877 zu Ehren Bismarcks aufgestellt wurde. Nebenan steht die Harzsagenhalle mit dem 1928 bis 1932 erschaffenen Harzsagenschrein, der anhand eines Ensembles aus 125 filigran gestalteten Marmorskulpturen und Bildern eine Auswahl bekannter Harzer Sagen präsentiert.
Außerdem steht auf dem Berg das Gasthaus Plumbohms Aussichtsreich, das als Nr. 121 in das System der Stempelstellen der Harzer Wandernadel einbezogen ist.

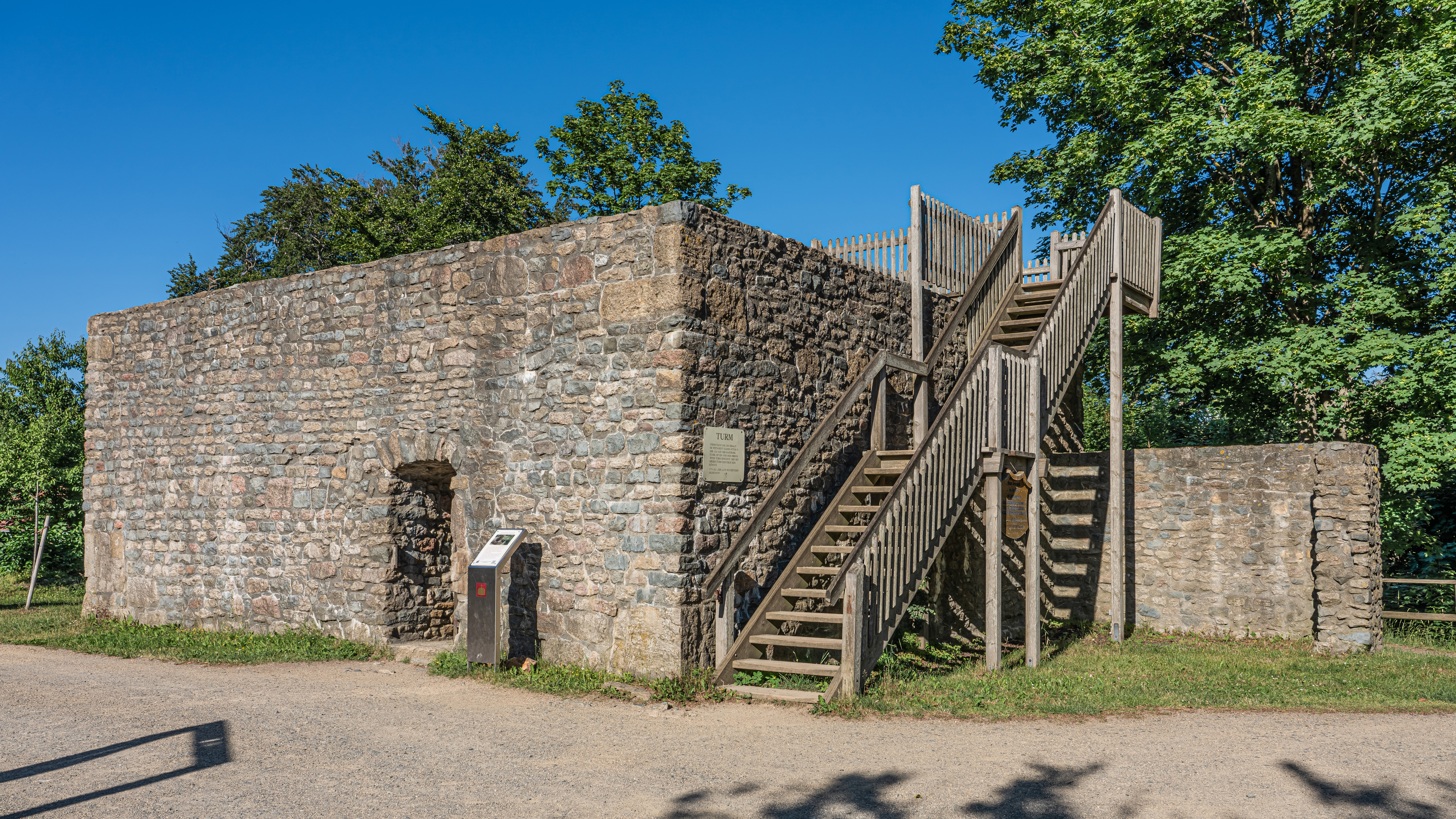
Ruine der Harzburg (Große Harzburg)
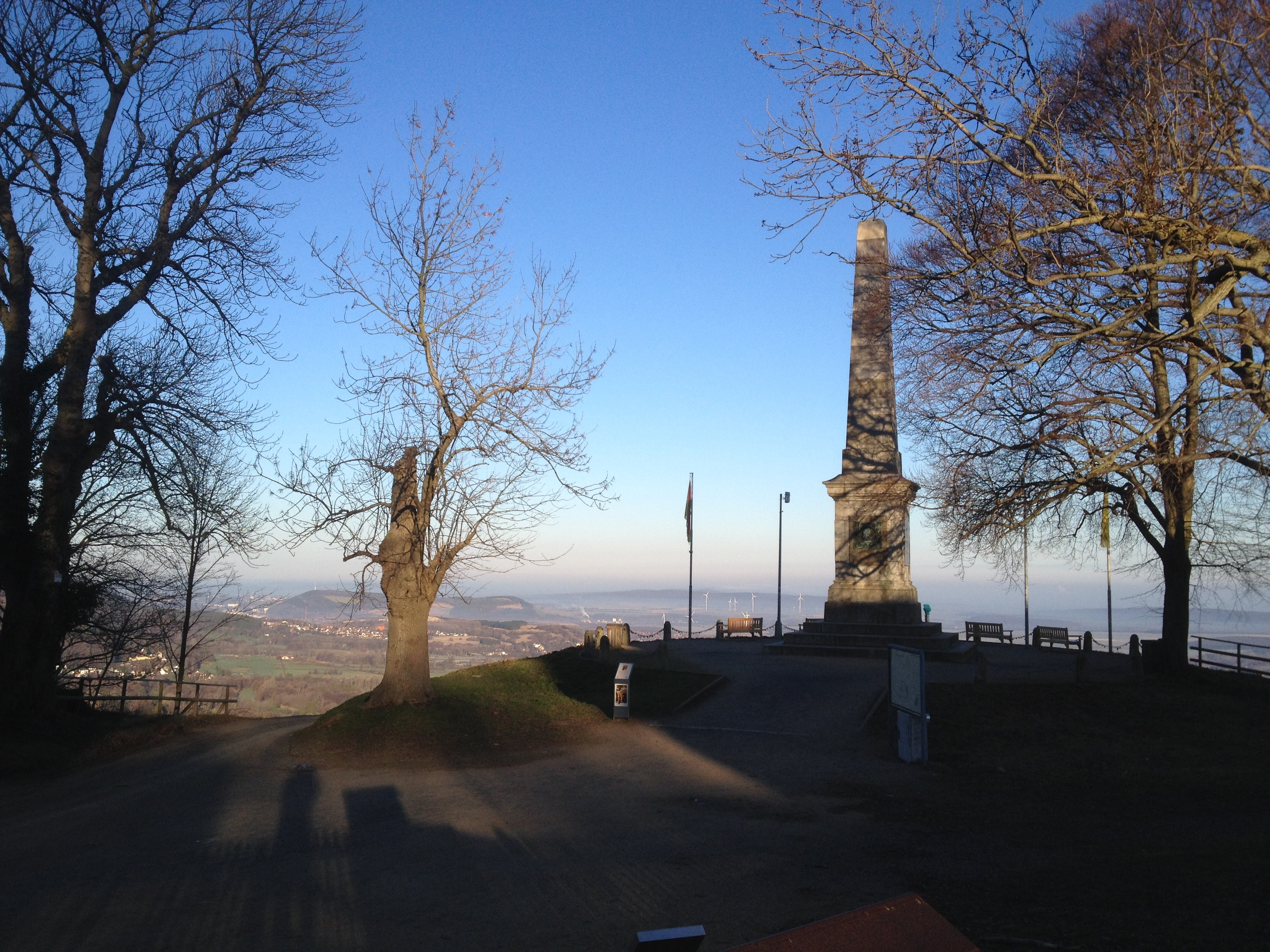
Canossasäule mit Aussicht nach Nordwesten
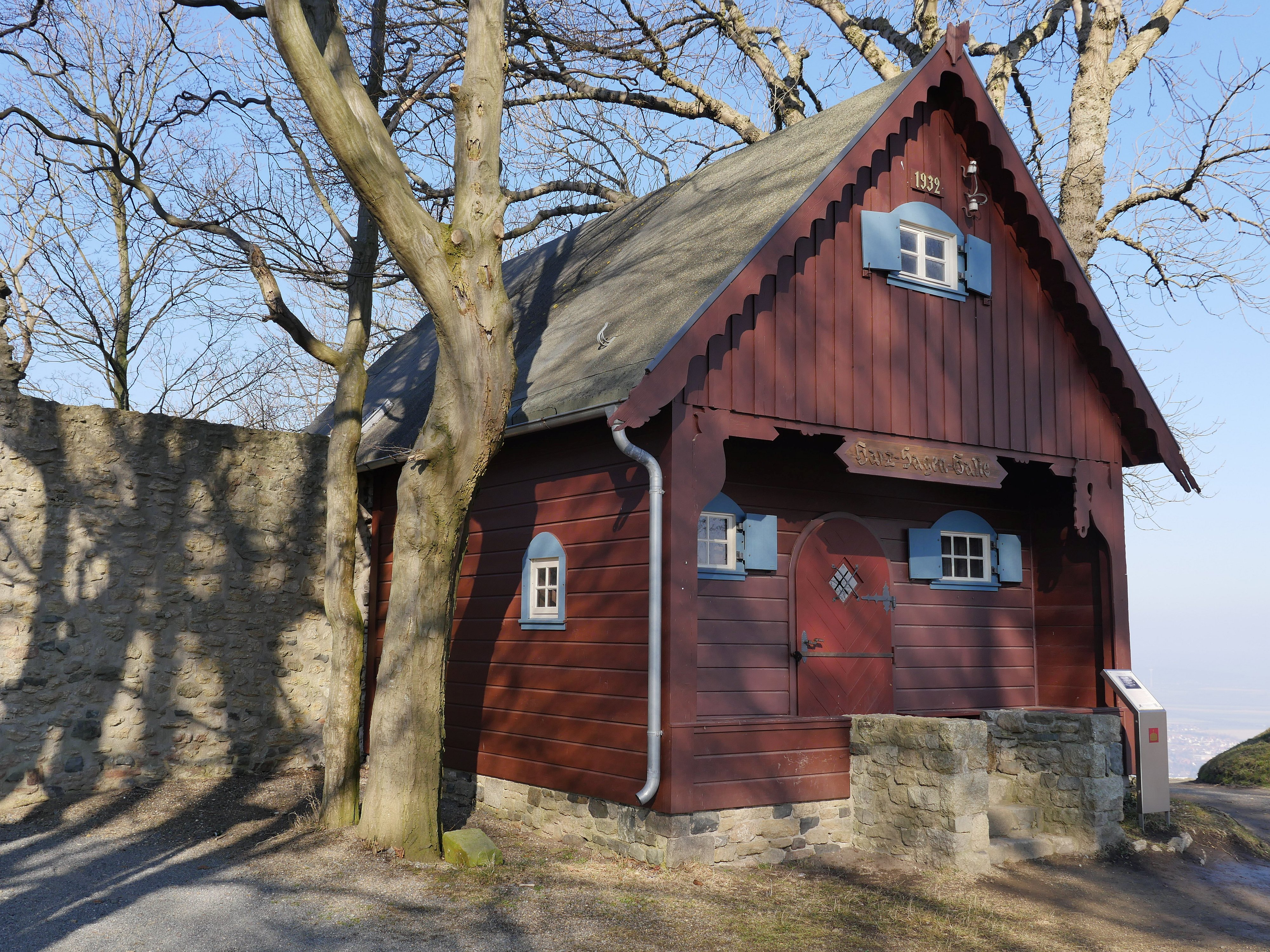
Harzsagenhalle
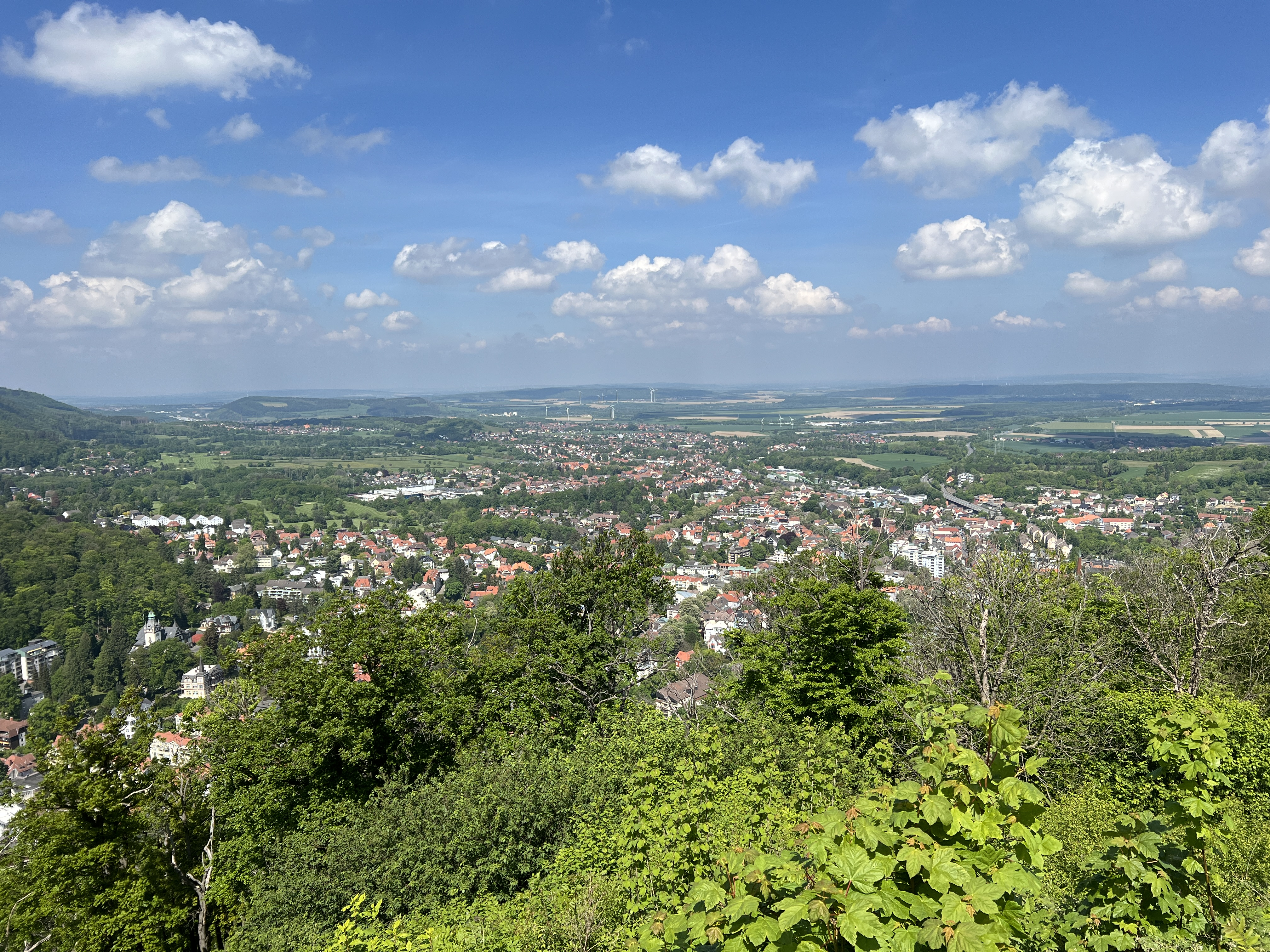
Aussicht auf Bad Harzburg

## Verkehr und Wandern

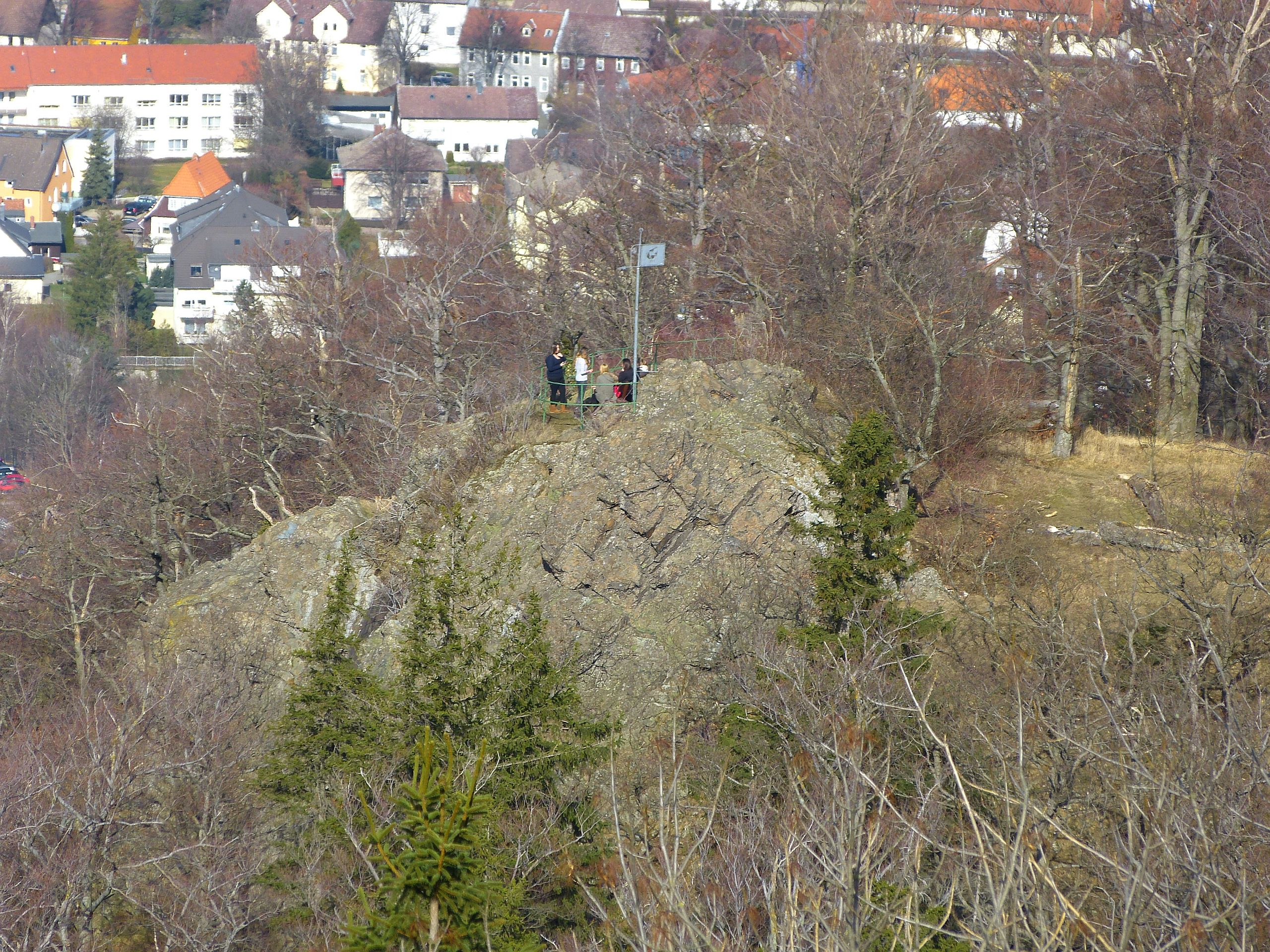
Blick vom Großen Burgberg zum Gipfel des Kleinen Burgbergs mit Bad Harzburg im Hintergrund

Westlich vorbei am Großen Burgberg verläuft im Radautal die Bundesstraße 4, die den Parkplatz an der Talstation der seit 1929 auf den Berg fahrenden Burgbergseilbahn passiert. Nördlich vorbei am Großen Burgberg und am vorgelagerten Kleinen Burgberg sowie durch Bad Harzburg führt der Europäische Fernwanderweg E11. 
Über den West- und Südhang verläuft der Herzogsweg. Vom Berg fällt der Blick, vorbei am Kleinen Burgberg, auf Bad Harzburg und in das nördliche Harzvorland, und außerdem schaut man nach Osten, Süden und Westen über den waldreichen Harz.

### Baumschwebebahn
Am 1. August 2020 wurde die BaumSchwebeBahn Harz eröffnet. Damit können Fahrgäste vom Großen Burgberg über eine Strecke von rund 1000 Metern mit Blick über die Wälder ins Tal schweben. An einem Gurt hängend geht es mit maximal 15 km/h durch das Kalte Tal bis zum Ende des Baumwipfelpfades bei Bad Harzburg.